# عبد القادر حر
عبد القادر حر (مواليد 10 نوفمبر 1953) هو لاعب كرة قدم. يلعب مع منتخب الجزائر لكرة القدم. سبق له أن لعب في كأس العالم لكرة القدم مع منتخب بلاده.

## روابط خارجية
- عبد القادر حر على موقع الاتحاد الدولي (مؤرشف)  (الإنجليزية)
- عبد القادر حر على موقع قاعدة بيانات كرة القدم.إي يو (الإنجليزية)
- عبد القادر حر على موقع ناشيونال فوتبول تيمز (الإنجليزية)
- عبد القادر حر على موقع عالم كرة القدم.نت (الإنجليزية)